# Оркестр народных инструментов имени Н. П. Осипова
Национальный академический оркестр народных инструментов России имени Н. П. Осипова — один из старейших оркестров России, основанный в 1919 году балалаечником Б. С. Трояновским и братьями Алексеевыми в 1-й армейской бригаде тяжёлой артиллерии особого назначения.

## История

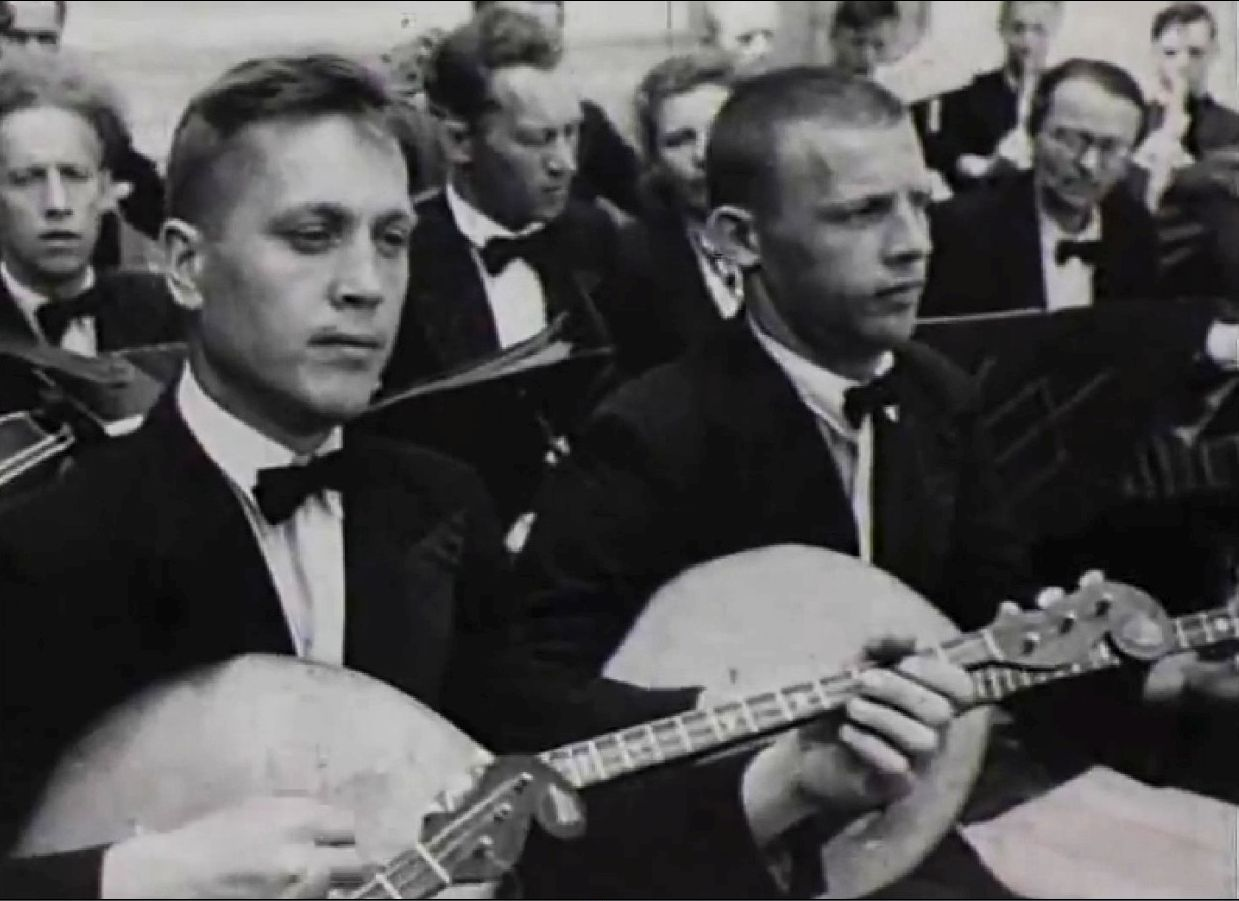
Оркестр выступает в освобожденном Сталинграде, 1943 год

Оркестр русских народных инструментов был организован в Москве трудами балалаечника Б. С. Трояновского, про которого Лев Толстой отзывался: «В игре Трояновского на балалайке звучит сразу как будто несколько инструментов. Очень хорошо!». В январе 1919 года, произошла встреча Трояновского с братом П. И. Алексеева Сергеем, бывшим участником оркестра В. Андреева, переехавшим на жительство в Москву. «Обсудив между собою создавшееся положение, они решили для борьбы с любимовским направлением приступить к организации самостоятельных оркестров андреевского состава». Первое выступление оркестра состоялось 15 июля 1919 года на сцене Алексеевского народного дома. Вскоре, 7 августа того же года, из Петрограда в Москву вместе с П. И. Алексеевым прибыли ещё шесть музыкантов бывшего андреевского оркестра: В. Синицын, В. Лифлянд, Н. Кутсар, А. Андрюхин, Н. Коперойнен и Г. Пахоруков. В московский профессиональный оркестр русских народных инструментов вошли также московские музыканты: Я. Иванов, П. Климов, С. Соболев, А. Илюхин, М. Штейн, С. Николин, А. Кручинин и Н. Вертухин. Музыканты оркестра были первоначально зачислены в состав Красной Армии, поскольку он был создан при артиллерийской части. Руководство оркестром было возложено на П. И. Алексеева, который возглавлял его до 1939 года.
В 1920 году Наркомпросом было принято решение о предоставлении оркестру одинаковых с любимовским оркестром условий для работы. Вследствие этого решения, коллектив в 1921 году, после демобилизации из Красной Армии, был включен в систему Главполитпросвета с увеличением состава до 30 исполнителей. Затем его численность возросла до 80 человек.
В феврале 1930 года оркестр был включён в штат Всесоюзного радиокомитета.
С мая 1939 года должность художественного руководителя оркестра занимал Н. С. Голованов, однако фактически функции общего руководства остались за П. И. Алексеевым, поскольку одновременно Голованов был назначен художественным руководителем и Духового оркестра Союза ССР и часто выступал с симфоническим оркестром. С уходом Голованова в конце 1939 года должность художественного руководителя оркестра оставалась вакантной вплоть до назначения на эту должность в мае 1940 года Николая Петровича Осипова. При нём была предпринята давно назревшая реформа оркестра:

С первых дней работы он смело обогащает оркестр самобытными русскими народными инструментами: владимирские рожки, жалейки, брёлки, ввёл группу оркестровых гармоник и народных ударных инструментов (трещотка, рубель, кокошник, колокольчики, бубны и т. д.). Впервые в концертной практике оркестра народные инструменты были использованы как солирующие: вслед за балалайками и домрами зазвучали гусли, баян, выразительные дуэты и унисоны групп.
После смерти Николая Осипова в 1945 году оркестру было присвоено его имя. На посту художественного руководителя его сменил брат Дмитрий (1909-54). Начиная с 1960-х гг. ГАРНО много гастролирует за рубежом.

#### Названия
- 1919 — Первый Московский Великорусский оркестр Б. С. Трояновского
- 1928 — Оркестр народных инструментов Всероссийского радиокомитета.
- 1936 — Государственный оркестр народных инструментов СССР.
- 1942 — Государственный русский народный оркестр.
- 1946 — Государственный русский народный оркестр имени Н. П. Осипова.
- 1969 — Государственный академический русский народный оркестр имени Н. П. Осипова
- 1996 — Национальный академический оркестр народных инструментов России имени Н. П. Осипова.

## Руководители
- Калинин, Николай Николаевич (1944—2004) — художественный руководитель и главный дирижёр (1979—2004), кавалер ордена «За заслуги перед Отечеством» III степени (1999)[2].

## Награды
- Почётная грамота Президиума Верховного Совета РСФСР (1968)[3].